# Exetastes pilosus
Exetastes pilosus là một loài tò vò trong họ Ichneumonidae.